# Groß-Hessen

Groß-Hessen (orange) als Teil der amerikanischen Besatzungszone (hell-orange)

Staatsgrundgesetz des Staates Groß-Hessen – Zweites Verfassungsgesetz eines der damaligen deutschen Länder nach dem Zweiten Weltkrieg

Groß-Hessen war die amtliche Bezeichnung für einen von drei Staaten (neben Württemberg-Baden und Bayern), welche durch die Proklamation Nr. 2 von dem Oberbefehlshaber der amerikanischen Streitkräfte in Europa (damals General Dwight D. Eisenhower) am 19. September 1945 proklamiert wurden, nachdem bereits zuvor Gemeinden, Kreise und Regierungsbezirke als Verwaltungsbehörden von den Besatzungsbehörden akzeptiert worden waren. Ein Jahr später nannte sich der so geschaffene neue Staat mit der Billigung der US-Militärregierung in Land Hessen um. In dem in der US-amerikanischen Besatzungszone gelegenen Land wurde Colonel James R. Newman Chef der Militärregierung (Office of Military Government Greater Hesse, kurz OMGGH). Am 14. Oktober 1945 setzte die Militärregierung Karl Geiler als Ministerpräsidenten ein. Er amtierte bis zum 20. Dezember 1946. Sein Nachfolger wurde nach der ersten Landtagswahl vom 1. Dezember 1946 als erster gewählter Ministerpräsident Christian Stock. Das Staatsgrundgesetz des Staates Groß-Hessen, die erste Verfassung des Landes, wurde am 22. November 1945 erlassen. Es wurde durch die vom Volk (Volksabstimmung) am 1. Dezember 1946 angenommene (neue) Verfassung des Landes Hessen aufgehoben. Seitdem wird das Land nur noch Hessen genannt, die Militärregierung wurde in Office of Military Government for Hesse (OMGH) umbenannt.

## Name
Das neue Land wurde aus den amerikanisch besetzten Gebietsteilen des Volksstaats Hessen und der erst zum 1. Juli 1944 durch Teilung von Hessen-Nassau neu entstandenen preußischen Provinzen Kurhessen und Nassau gebildet. Der Name Groß-Hessen bezog sich auf den Umstand, dass das neue Landesgebiet damit die Territorien (fast) aller früheren hessischen Teilstaaten in einem Land vereinte.
Die frühere Provinz Hessen-Nassau setzte sich 1868 aus den Territorien von fünf früher selbständigen Staaten zusammen: dem Kurfürstentum Hessen (Kassel), dem Herzogtum Nassau (Wiesbaden), der vormaligen Landgrafschaft Hessen-Homburg, dem Fürstentum Waldeck und der Freien Stadt Frankfurt.
Die Staaten, die Hessen im Namen trugen, waren Nachfolgestaaten der 1567 aufgeteilten Landgrafschaft Hessen, die ihren Ursprung im Norden des heutigen Landes hatte. Obwohl sich der Begriff Hessen also historisch eher auf den nördlichen (Niederhessen) und den mittleren Landesteil (Oberhessen) bezog und die Bewohner Südhessens landsmannschaftlich als Rheinfranken galten, wurde er aufgrund der territorialen Geschichte nun für das ganze neue Land gewählt.

## Abgetrennte Gebiete
Zwei bedeutende Teile der Vorgängerterritorien gehörten nicht zur amerikanischen, sondern zur französischen Besatzungszone und wurden vom neu gegründeten Land abgetrennt:
- der westliche Teil von Nassau (der spätere Regierungsbezirk Montabaur), der Teile des Hintertaunus, des Westerwalds und den Unterlauf der Lahn, jedoch keine größeren Städte umfasste, sowie
- die bisher volkshessische Provinz Rheinhessen, mit Ausnahme der sechs rechtsrheinischen Stadtteile der Provinzhauptstadt Mainz sowie der Rheininsel Kühkopf, die bei Hessen verblieben.

Die beiden genannten Territorien gingen stattdessen in das auf dem Gebiet der französischen Zone gegründete Land Rheinland-Pfalz ein; Mainz wurde 1950 dessen landsmannschaftlich neutrale (weder rheinische noch pfälzische) Landeshauptstadt.
Die zum Landkreis Bergstraße gehörende hessische Exklave Bad Wimpfen wurde in der Proklamation vom 19. September 1945 nicht erwähnt. Am 26. November 1945 erging eine Verfügung der Militärbehörden, dass die Gemeinde künftig zum Landkreis Sinsheim gehöre. Die örtlichen Behörden interpretierten diese Verfügung so, dass die Gemeinde damit auch staatsrechtlich ein Teil von Württemberg-Baden sei. Aufgrund von Widerständen in der Bevölkerung fand am 29. April 1951 eine Volksabstimmung statt, aufgrund derer die Gemeinde ab 1. Mai 1952 zum Landkreis Heilbronn gehörte. Dabei ist es bis heute geblieben. Obwohl Bad Wimpfen de facto ein Teil Baden-Württembergs wurde und es keine Bestrebungen gibt, dies zu ändern, ist die staatsrechtliche Zugehörigkeit nicht endgültig festgestellt.
Der bereits 1944 von Hessen-Nassau abgetrennte Kreis Schmalkalden lag in der sowjetischen Besatzungszone und wurde Teil des von der dortigen Besatzungsmacht gegründeten Landes Thüringen.
Bereits 1932 war der hessen-nassauische Kreis Schaumburg an die Provinz Hannover übertragen worden. Er wurde deshalb 1946 Bestandteil des Landes Niedersachsen.

## Die hessische Hauptstadtfrage

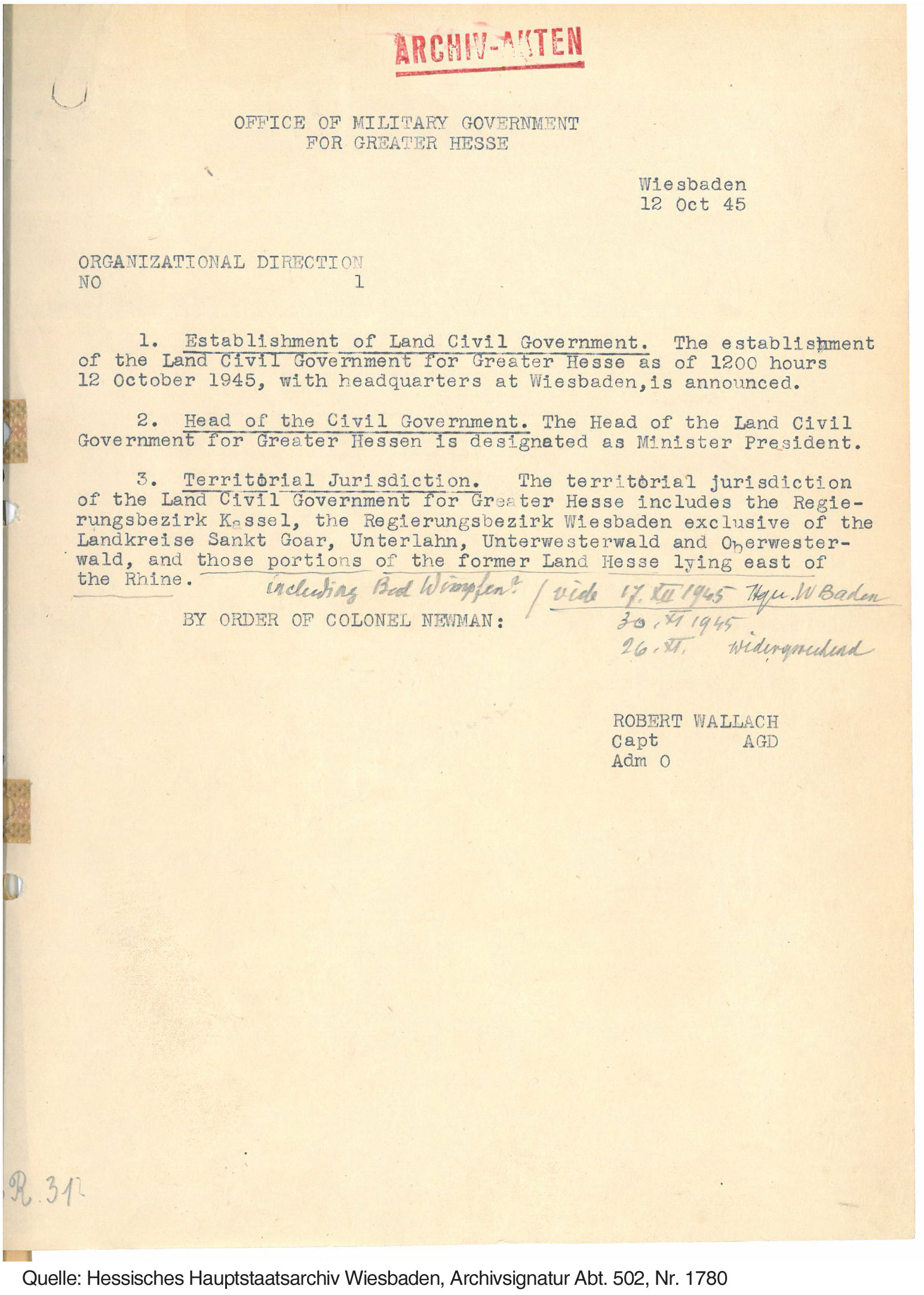
Organisationsverfügung Nr. 1 der Amerikanischen Militärregierung für Groß-Hessen.

In der Proklamation Nr. 2 wurde zunächst keine Hauptstadt für das neu gegründete Land Groß-Hessen festgelegt. Als Landeshauptstadt kamen vier Städte in Frage: die drei ehemaligen Residenzstädte Darmstadt, Wiesbaden und Kassel sowie die mit Abstand größte Stadt des Landes, Frankfurt am Main.
Frankfurt galt aufgrund seiner deutschlandpolitischen Rolle im 19. Jahrhundert (Sitz des Deutschen Bundes und der Nationalversammlung) als aussichtsreicher Kandidat für den Sitz einer westdeutschen Teilregierung (siehe Hauptstadtfrage der Bundesrepublik Deutschland). Die Stadt, die bis 1866 eine Freie Stadt und seitdem eine preußische Provinzstadt ohne die zu einem Verwaltungssitz gehörenden Behörden mit ihrer Beamtenschaft gewesen war, zeigte anfangs wenig Identifikation mit dem neuen Bundesland und verzichtete folglich darauf, sich um den Sitz der Landesregierung zu bewerben. Überdies waren infolge der Luftangriffe auf Frankfurt am Main annähernd 70 % der Stadt zerstört worden; etwa die Hälfte der rund 500.000 Einwohner war obdachlos und hatte die Stadt vorübergehend verlassen müssen, zudem war fast 10 % des verbliebenen Wohnraums durch das amerikanische Militär beschlagnahmt worden.
Auch gegen Kassel und Darmstadt sprachen die schweren Kriegszerstörungen, gegen Kassel außerdem die periphere Lage im äußersten Norden des Landes und der amerikanischen Besatzungszone. Das vergleichsweise gering zerstörte Wiesbaden, außerdem günstig im Schwerpunkt des Landes, dem Rhein-Main-Gebiet gelegen, war bereits Sitz der Militärregierung für den Regierungsbezirk Wiesbaden. Mit der Gründung von Groß-Hessen wurde die Kompetenz der Militärregierung unter James R. Newman auf das ganze Land ausgedehnt. Damit war bereits eine Vorentscheidung für den künftigen Regierungssitz gefallen. Am 12. Oktober 1945 wurde Newmans Organisationsverfügung Nr. 1 verkündet, in der es unter Punkt 1 heißt: „Mit Wirkung vom 12. Oktober 1945, 12 Uhr, wird die Gründung der zivilen Landesregierung für Großhessen mit Sitz in Wiesbaden verkündet.“
Wiesbaden und die beiden anderen ehemaligen Residenzstädte wurden als Sitz der drei Regierungspräsidien bestätigt.

## Regierungsbezirke
Zu den bereits in der Provinz Hessen-Nassau bestehenden Regierungsbezirken Kassel und Wiesbaden, die territorial leicht verändert wurden, trat nun der aus dem bisherigen Volksstaat Hessen gebildete Regierungsbezirk Darmstadt. Der Zuschnitt der drei Regierungsbezirke entsprach weitgehend dem der drei größten früheren Teilstaaten:
- Der Regierungsbezirk Wiesbaden umfasste wie bisher die Gebiete des ehemaligen Herzogtums Nassau (jedoch ohne die genannten, zur französischen Zone gefallenen Gebiete), die bis 1944 zum Regierungsbezirk Kassel gehörenden „kurhessischen“ Kreise Hanau, Gelnhausen und Schlüchtern sowie die Stadt Hanau, die Stadt Frankfurt am Main, das vor 1866 zu Hessen-Darmstadt gehörige Hessische Hinterland und die ehemalige Landgrafschaft Hessen-Homburg.
- Der Regierungsbezirk Darmstadt umfasste den ehemaligen Volksstaat Hessen, jedoch ohne das linksrheinische Rheinhessen, also die beiden übrigen ehemaligen hessen-darmstädtischen Provinzen Oberhessen und Starkenburg.
- Der Regierungsbezirk Kassel umfasste die ehemaligen Länder Kurhessen und Waldeck und entsprach bis auf die drei 1944 an Wiesbaden abgegebenen Kreise dem Bezirk aus preußischer Zeit.